# Aeroportul Gunnedah
Aeroportul Gunnedah (IATA: GUH, ICAO: YGDH) este un aeroport din Gunnedah⁠(d), Noul Wales de Sud, Australia. A fost numit după Gunnedah⁠(d).
Situat la o altitudine de 263 m, aeroportul dispune de o singură pistă. Este operat de Gunnedah Shire⁠(d).